# Murta (licor)
La murta o murtra (pronunciat multa en alguerès; murta en sard; mirto en italià) és un licor molt popular i tradicional a les illes de Sardenya i Còrsega. S'obté per la maceració alcohòlica dels murtons, el fruit de la murta (Myrtus communis), o d'una barreja dels fruits i les fulles d'aquesta planta. Per les seves propietats digestives, aquest licor se sol servir ben fred després dels àpats.
La murta negra, la més comuna, s'obté de la maceració dels murtrons madurs. La coloració li donen els antocians d'aquests fruits.
Un tipus diferent de licor és la murta blanca, que és el licor obtingut de la maceració o bé de fruits despigmentats o bé de fulles de brots tendres. Aquest últim licor té propietats organolèptiques netament diferents del licor de murta pròpiament dit.
La denominació oficial, adoptada per la Regió de la Sardenya i per l'associació de productors, és Mirto di Sardegna. El producte industrial actual sol tenir una graducació alcohòlica al voltant dels 30 graus.
El 1994 es va crear l'associació de productors (Associazione Produttori Mirto di Sardegna).
Des de 1998 la murta forma part dels productes tradicionals protegits (Liquore Mirto di Sardegna al Decreto Legge n. 173 del 1998, Articolo 8, Comma 1).

## Aspectes històrics
Com amb totes les tradicions populars, els orígens del producte són incerts. Aquest licor és tradicional tant a Sardenya com a Còrsega, i arran de la proximitat de les dues illes possiblement l'origen de la tradició seria comuna.
Algunes fonts indiquen que el licor ja era una tradició popular al segle xix, i se citen diverses receptes del mateix estil. Les famílies se'l feien (i encara se'l fan) per a l'autoconsum tot macerant els murtons en vi o aiguardent. Al final del procés de maceració s'hi afegia sucre o mel.